# Цалкинское водохранилище
Цалкинское водохранилище (груз. წალკის წყალსაცავი) — расположено на реке Храми в Цалкском муниципалитете на юге Грузии. Является самым большим по площади водохранилищем в Грузии.
Водохранилище создано в 1946 году для использования в энергетических целях. (построены ГЭС — Храми ГЭС-1 и Храми ГЭС-2).
Водохранилище расположено на высоте 1506 м над уровнем моря. Длина составляет 12 км, ширина более 3 км, максимальная глубина водохранилища — 25 метров, площадь поверхности 33,7 км².